# Ayo Ayo (gemeente)
Ayo Ayo is een gemeente (municipio) in de Boliviaanse provincie Aroma in het departement La Paz. De gemeente telt naar schatting 7.975 inwoners (2018). De hoofdplaats is Ayo Ayo.